# Android TV
Android TV – system operacyjny stworzony przez firmę Google, przeznaczony dla telewizorów typu Smart TV, a także dla urządzeń klienckich do strumieniowania, przystawki STB czy soundbary. System jest następcą Google TV.

## Historia
Pierwsza zapowiedź systemu operacyjnego pojawiła się w czerwcu 2014 na konferencji Google I/O jako następca kiepsko przyjętego i ówcześnie działającego systemu Google TV. Redakcja serwisu The Verge dostrzegła zalety nowego systemu operacyjnego: lepsza kompatybilność z innymi platformami cyfrowych odtwarzaczy multimedialnych, obsługa urządzeń Chromecast, większy nacisk na wykorzystanie wyszukiwania, kompatybilność z ekosystemem systemu Android, natywne wsparcie dla gier wideo, gamepadów wykorzystujących technologię Bluetooth oraz platformy Google Play Games za pośrednictwem zestawu narzędzi programowania.
Pierwszym zaprezentowanym urządzeniem z systemem Android TV był Asus Nexus Player w październiku 2014.

## Funkcjonalność
Stworzenie Android TV ma na celu dostosowanie systemu Android oraz jego ekosystemu do działania i współpracy m.in. z przystawkami STB oraz urządzeniami typu Smart TV. Widok ekranu głównego przedstawia obszary w postaci przewijanych w pionie wierszy, m.in. w kategoriach proponowanych treści oraz materiałów dostępnych do obejrzenia z zainstalowanych w systemie aplikacji (np. Apple TV+ czy Prime Video).
System ma wsparcie rozpoznawania mowy dla wydawanych urządzeniu poleceń głosowo oraz wyszukiwania głosowego (włącznie z obsługą Asystenta Google na wybranych urządzeniach).
Istnieje możliwość instalacji w systemie kompatybilnych zewnętrznych aplikacji i gier za pośrednictwem pakietów APK, udostępnianych w repozytorium Google Play.